# Lipec (Vinica)
Lipec é uma vila localizada no município de Vinica, na República da Macedônia do Norte.